# Spirit of the North
Spirit of the North es un juego de aventuras en tercera persona, desarrollado por Infuse Studio y publicado por Merge Games. Se lanzó el 1 de noviembre para PlayStation 4, y el 7 de mayo de 2020 para Windows y Nintendo Switch. Se relanzó con el nombre de Spirit of the North: Enhanced Edition para PlayStation 5 el 26 de noviembre de 2020 y para Xbox One y Xbox Series X/S el 29 de junio de 2021.
El juego no contiene ni diálogo ni narrativa, y se trata de un zorro que obtiene los poderes de un espíritu después de colapsar por cansancio. Recibió opiniones mixtas por parte de la crítica, quienes elogian su diseño artístico y banda sonora, y sin embargo critican su jugabilidad y rendimiento gráfico. The Enhanced Edition recibió opiniones similares, mayormente por sus controles y jugabilidad.

## Recepción
El juego recibió una puntuación total de 58/100 en Metacritic para su versión original de Windows, lo que indica "críticas mixtas o promedio". De igual forma, su versión para Nintendo Switch recibió 59/100, y la versión de PlayStation 4, 67/100. La versión de PlayStation 5 recibió una puntuación total de 64/100. 
Joe Keeley de Adventure Gamers le dio a la versión de Windows del juego un total de 2/5 estrellas, diciendo que si bien se veía y sonaba bien, era bastante "decepcionante", calificando el movimiento de "impreciso y complicado". 
Ollie Reynolds de Nintendo Life le dio a la versión de Nintendo Switch del juego un total de 4/10 estrellas, comparándolo con Journey en cuanto a su ejecución y alabando su estilo artístico calificándolo como "ambicioso" con una "hermosa" banda sonora. Sin embargo, dijo que sus gráficos sufrieron en Nintendo Switch y que tenía problemas con los controles, alegando que "el zorro simplemente no reacciona lo suficientemente rápido" y llamando a saltar y nadar "desesperadamente lento".
Henry Stockdale de Push Square le dio a la versión de PlayStation 5 un total de 7/10 estrellas, diciendo que aunque es "hermoso", The enhanced edition no mejoró los elementos que necesitaban más actualización, llamando "rígidos" a los controles y al relanzamiento "una oportunidad desaprovechada" de solucionar los problemas del juego original.